# Giuseppe Piazzi
Giuseppe Piazzi (né le 16 juillet 1746 à Ponte in Valtellina, dans la province de Sondrio en Lombardie, et mort le 22 juillet 1826 à Naples) est un astronome, mathématicien et prêtre théatin italien.
Il a créé l'observatoire astronomique de Palerme, découvert l'astéroïde Cérès et démontré le mouvement relatif des étoiles par rapport au Soleil.

## Biographie
Giuseppe Piazzi est l'élève de Giovanni Battista Beccaria, Girolamo Tiraboschi, Thomas Leseur et François Jacquier.
Vers 1768, étudiant en mathématiques, il loge dans la Maison des théatins à Rome, à côté de l'église Sant'Andrea della Valle. Ses thèses, quand il enseigne la philosophie à Gênes font quelques remous, mais le grand-maître de l'ordre de Saint-Jean de Jérusalem, Manuel Pinto da Fonseca, lui donne en juillet 1770 la chaire de mathématiques à l’université de Malte, que lui-même a fondée. En décembre 1773, il part pour Ravenne en tant que « préfet des étudiants » et lecteur en philosophie et mathématiques au Collegio dei Nobili, où il demeure jusqu’en 1779. À Rome ensuite, il enseigne la théologie ; son collègue est alors Barnaba Chiaramonti, qui devient en 1800 le pape Pie VII et reste son ami.
Après un séjour à Crémone, il part en mars 1781 occuper le poste de lecteur en mathématiques à l’Accademia de Regi Studi (qui est devenue l'université de Palerme). Le 19 janvier 1787, il devient professeur d’astronomie. À la même époque, on lui donne la permission de passer deux ans à Paris et à Londres pour y approfondir sa connaissance de l’astronomie et obtenir des instruments pour l’observatoire de Palerme, dont on lui a confié la fondation.
Il rencontre entre le 13 mars 1787 et la fin 1789 les plus grands astronomes anglais et français de son temps. Jesse Ramsden, l’un des plus célèbres opticiens et constructeurs d'instruments de précision du XVIIIe siècle, fabrique pour lui un cercle azimutal, resté unique au monde et qui devient le plus important instrument de l’observatoire de Palerme, officiellement fondé le 1er juillet 1790 et installé dans le palais Castrone-Santa Ninfa. C'est aussi Piazzi qui a fait construire la méridienne de la cathédrale Notre-Dame de l'Assomption de Palerme.
Le gouvernement de Naples le charge d’établir un système métrique uniforme pour la Sicile.
Les restes de Piazzi sont, selon sa volonté, à la basilique Saint-Paul le Majeur de Naples.

## Contributions

### Découverte de Cérès

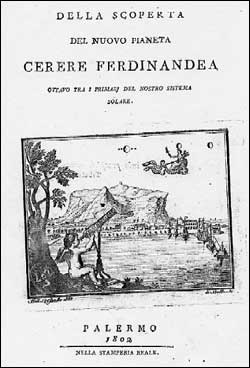
Couverture du livre de Piazzi Della scoperta del nuovo pianeta Cerere Ferdinandea.

Cérès est la plus petite planète naine connue du Système Solaire et la seule située dans la ceinture d'astéroïdes. Avec un diamètre d'environ 950 km, elle est le plus grand et le plus massif objet de la ceinture située entre les planètes Mars et Jupiter.
Piazzi, à la recherche de la 87e étoile du Catalogue d'étoiles zodiacales de Lacaille,, observe, à partir du 1er janvier 1801, avec l'instrument de Ramsden, un corps céleste inconnu qui se déplace de jour en jour ; c'est Cérès, le premier objet découvert dans la ceinture principale d'astéroïdes, aujourd'hui classé comme planète naine.
Il prend l'objet pour une comète, mais, à Barnaba Oriani, écrit qu'il peut s'agir d'autre chose ; il écrit aussi à Titius, mais ne lui dévoile pas ses interrogations (Titius le remarquera). Oriani montre que l'objet orbite autour du Soleil. Piazzi l'appelle Ceres Ferdinandea (en l'honneur du roi), nom vite abrégé en Cérès (officiellement : « (1) Cérès »).
Quelques mois après Olbers découvre Pallas, un deuxième objet du même type, et, le 28 mars 1802, Herschel parle, dans une lettre à Piazzi, d'« une nouvelle espèce de corps célestes », dont il a déjà fait état à la Royal Society. Il propose le nom d'astéroïde.

### Autres contributions
Piazzi fait avec succès en 1802 des observations sur le changement d'obliquité de l'écliptique, et, en 1805, des recherches de parallaxe annuelle de quelques étoiles principales. Il publie aussi un catalogue de 6 784 étoiles dont les positions sont données pour l'an 1800 ; l'édition la plus correcte est celle de 1814. Niccolò Cacciatore a collaboré à ce catalogue.

## Publications

### Ouvrages
Sauf mention contraire, les écrits sont en italien.
- Della specola astronomica de’ Regi Studi di Palermo libri quattro, Palerme, 1792[12]
- Sull' orologio italiano e l'europeo, Palerme, 1798. — « On y montre les avantages de l'horloge réglée à l'européenne sur celle réglée à l'italienne[13]. »
- Risultati delle osservazioni della nuova stella scoperta il di' 1. gennajo all'Osservatorio Reale di Palermo da Giuseppe Piazzi ch. reg. direttore del medesimo presentati alla suprema generale Diputazione degli Studj, In Palermo : nella Reale Stamperia, 1801
  - Della scoperta del nuovo planeta Cerere Ferdinandea [De la découverte de la nouvelle planète Cerere Ferdinandea], Palerme, 1802 — Aussi sur liberliber.it.
- (la) Præcipuarum stellarum inerrantium positiones mediæ ineunte sæculo XIX : ex observationibus habitis in specola Panormitana ab anno 1792 ad annum 1813, Palerme, 1re  éd. : 1803, 2e  éd. : 1814 — Catalogue d'étoiles.
- Codice metrico siculo [Code métrique de la Sicile], Catane, 1812
- Lezioni di astronomia [Leçons d'astronomie], 7 « livres » en 2 vol., Palerme, 1817
  - (de) Lehrbuch der Astronomie, trad. de Johann Heinrich Westphal (de), 2 vol., Berlin, 1822
- Ragguaglio del Reale Osservatorio di Napoli eretto sulla collina di Capodimonte, Naples, 1821.

### Correspondance
- Corrispondenza astronomica fra Giuseppe Piazzi e Barnaba Oriani, 1874 — Oriani était également un prêtre astronome.

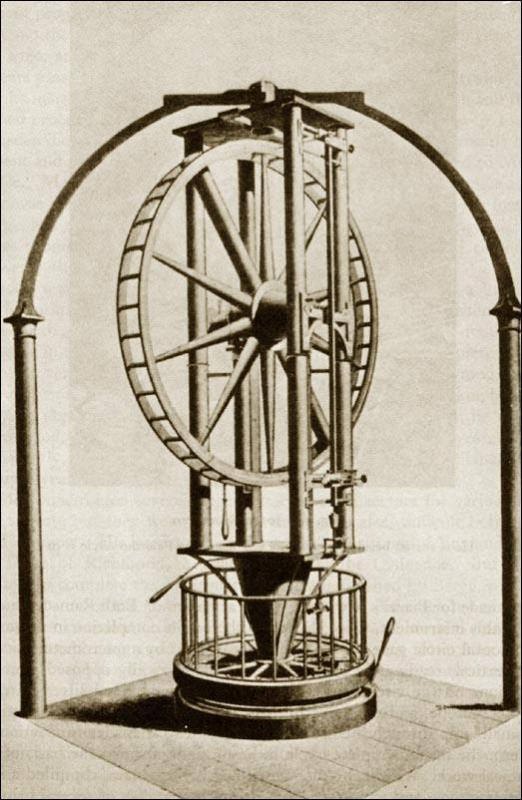
Le cercle de Ramsden, utilisé pour découvrir Cérès.

## Compléments

### Honneurs

#### Reconnaissance par des sociétés savantes
Giuseppe Piazzi reçoit en 1803, le prix Lalande de l'Académie des sciences, dont il est élu associé étranger en 1817. Il devient membre de la Royal Society le 12 avril 1804, comme il le deviendra aussi des sociétés savantes de Naples, Turin, Göttingen, Berlin et Saint-Pétersbourg. En 1817, le roi Ferdinand IV lui confie l’achèvement des travaux de l’observatoire de Capodimonte, à Naples (Oriani lui succède à Palerme), et le nomme directeur général des observatoires de Naples et de Sicile.

#### Éponymie
- Dans le ciel :
  - astéroïde (1000) Piazzia[14], découvert par Karl Wilhelm Reinmuth ;
  - cratère lunaire Piazzi ;
  - cratère d'impact présumé sur Cérès ;
  - suivant l'idée de Piazzi de nommer sa découverte du nom de la déesse romaine de l'agriculture, l'Union astronomique internationale nommera les cratères de Cérès suivant des dieux et déesses de l'agriculture des diverses cultures humaines[15] ;
- sur la Terre :
  - cima Piazzi des Alpes rhétiques italiennes ;
  - observatoire astronomique nommé, le 24 octobre 2009, « Giuseppe Piazzi de Ponte » ;
  - prix Giuseppe Piazzi.

#### Iconographie
- À Ponte, statue de Costantino Corti ;
- portrait par Costanzo Angelini.

#### Culture populaire
Dans le court métrage Clash d'Astéroïde réalisé par Théodore Bonnet du Studio Bagel et qui totalise 20 millions de visionnements sur YouTube, Giuseppe Piazzi est brièvement mentionné par Lilian (interprété par Kemar), un docteur en astronomie de la NASA, dans un passage de name dropping visant à clasher un astéroïde qui menace d'anéantir la Terre, mais qui s'effrite lorsqu'il est provoqué verbalement.